# Diduga pectinifer
Diduga pectinifer är en fjärilsart som beskrevs av George Francis Hampson 1900. Diduga pectinifer ingår i släktet Diduga och familjen björnspinnare. Inga underarter finns listade i Catalogue of Life.